# Los Angeles oriental

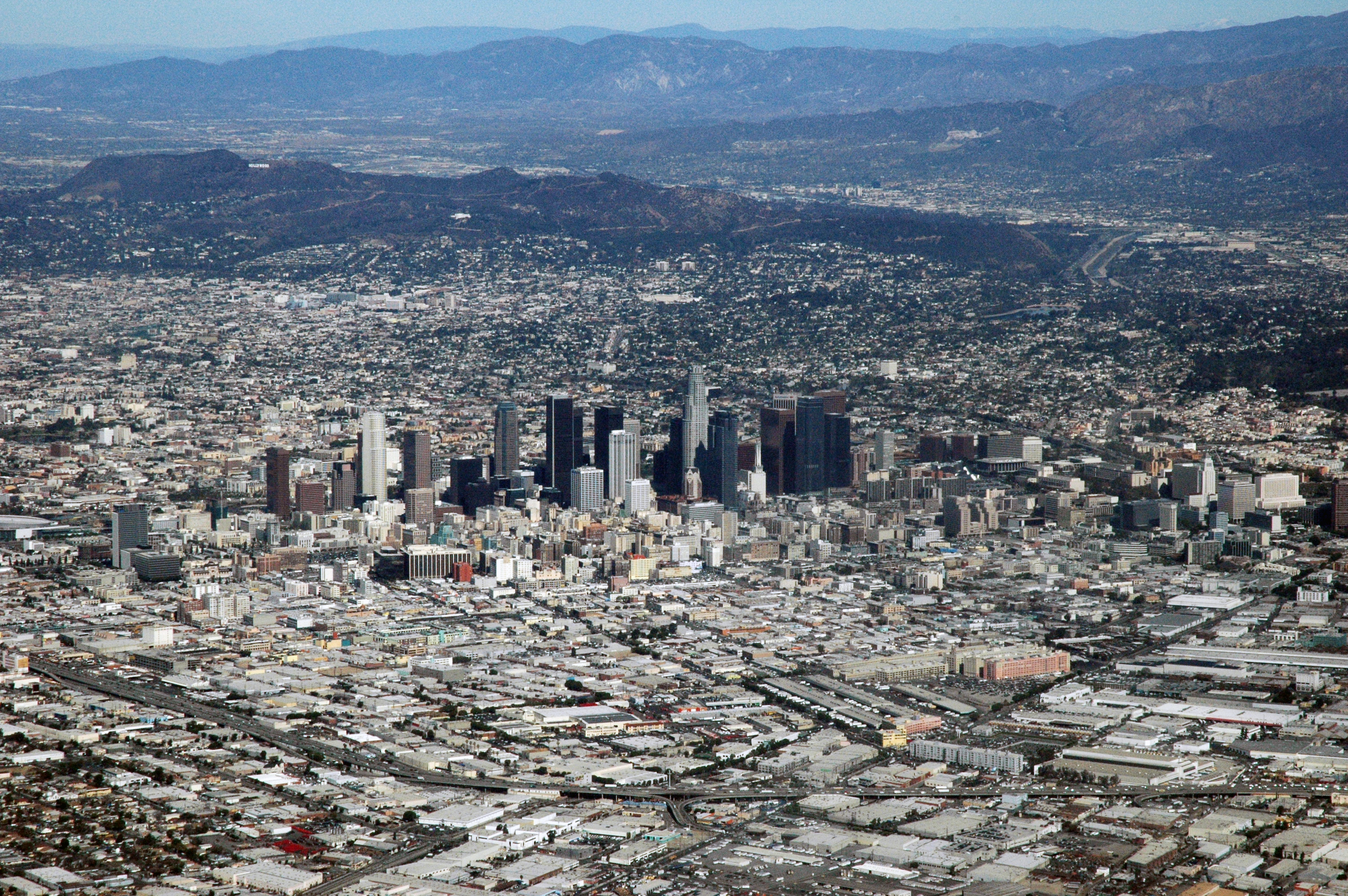
Los Angeles do ar, olhando para o noroeste.

East Los Angeles (em português:  Zona Leste de Los Angeles) (também conhecida como Eastside) é a porção da cidade de Los Angeles que vai do leste de Downtown Los Angeles e o Rio Los Angeles, oeste do Vale de São Gabriel, East Los Angeles, City Terrace, sul de Cypress Park, ao norte de Vernon, e Commerce.
A abreviação da região, "East L.A.", é um termo impreciso que pode ter significados diferentes dependendo do uso e contexto. Como um termo geográfico, pode se referir ou a região descrita aqui ou a comunidade não incorporada de East Los Angeles. Como um termo cultural, "East L.A." se desenvolveu para se referir as predominantes comunidades hispânicas de origem mexicana situadas a leste da Cidade de Los Angeles, concentradas ao redor da área não incorporada de East Los Angeles e City Terrace e o distrito de Boyle Heights, em Los Angeles. Para distinguir esta área da zona leste mais ampla da Cidade de Los Angeles, uma coleção de bairros e comunidades situados dentro dos limites de Los Angeles, e para dar ênfase as diferenças de caráter entre as duas áreas, moradores usam o termo "Eastside" (no exemplo de "Westside") para a área dentro dos limites da cidade.

## Comunidades de East Los Angeles
| - Aliso Village - Atwater Village - Boyle Heights - Brooklyn Heights - "California Stateside"/University Hills - Cypress Park - Eagle Rock - El Sereno | - Garvanza - Glassell Park - Hermon - Highland Park - Lincoln Heights - Montecito Heights - Monterey Hills - Mt. Washington |  |

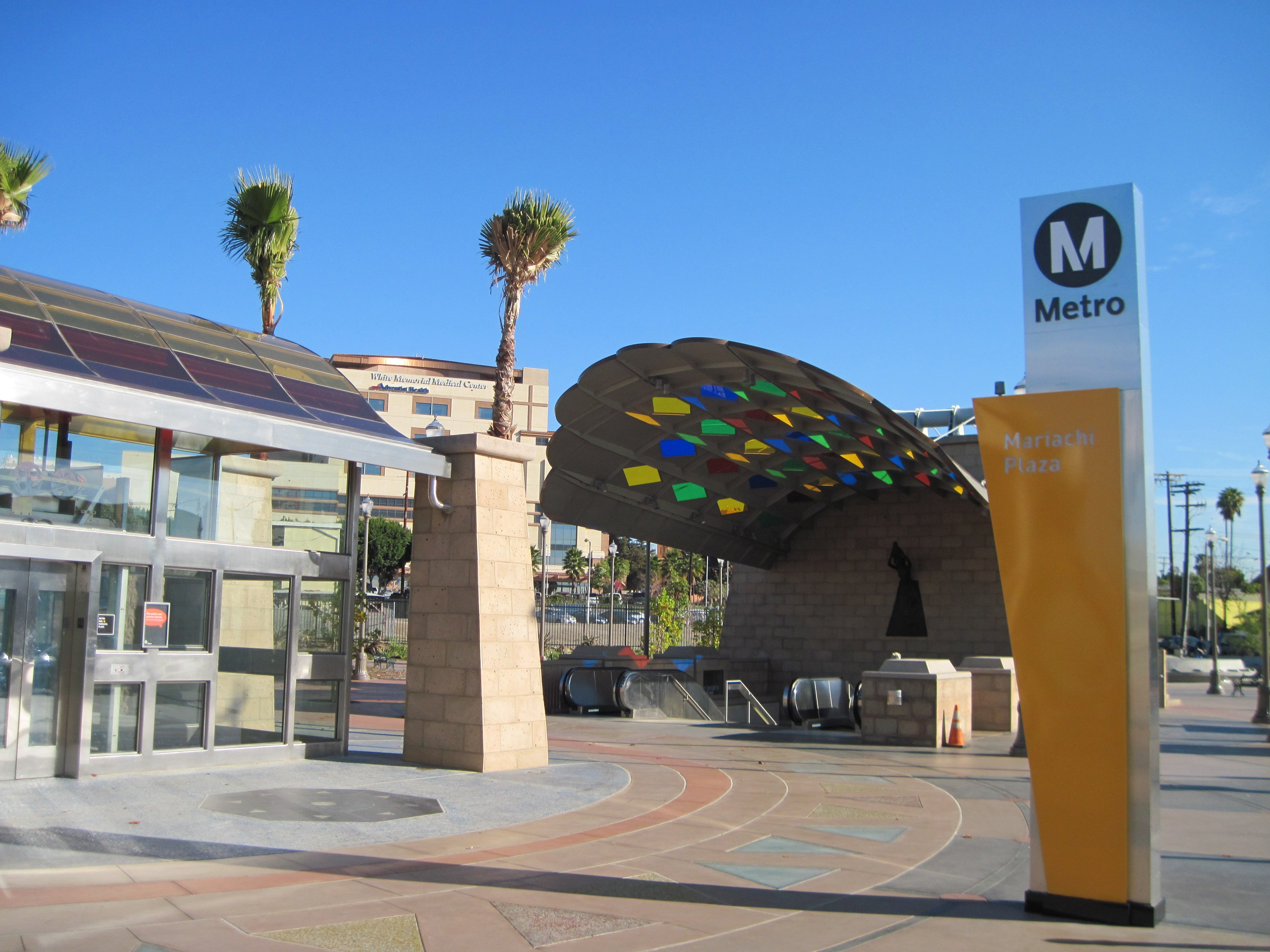
Extensão da Gold Line Eastside no Mariachi Plaza Station.